# Kolga-Aabla
Kolga-Aabla – wieś w Estonii, w prowincji Harju, w gminie Kuusalu.